# Cyclosa yaginumai
Espèce
Cyclosa yaginumai est une espèce d'araignées aranéomorphes de la famille des Araneidae.

## Distribution
Cette espèce est endémique du Bangladesh.

## Étymologie
Cette espèce est nommée en l'honneur de Takeo Yaginuma.

## Publication originale
- Biswas & Raychaudhuri, 1998 : Spiders of the genus Cyclosa Menge (Araneae: Araneidae) from Bangladesh. Entomon, vol. 23, p. 45-53.